# التهاب گوش
التهاب گوش یا عفونت گوش که به نام اوتیت (به انگلیسی: Otitis) شناخته می‌شود، یکی از بیماری‌های شایع گوش است. شایع‌ترین نوع آن عفونت گوش داخلی به ویژه بخش حلزونی گوش می‌باشد.

## انواع التهابات و عفونت‌های گوش

### گوش بیرونی
التهابات گوش بیرونی بیشتر مربوط به حشرات و قارچ‌ها می‌باشد. البته که عفونت‌های ارثی نیز وجود دارند که درصد آن‌ها کم است. اما امروزه عفونت گوش شناگران شایع‌ترین عفونت گوش بیرونی است. نام دیگر این بیماری - گوش شناگران - می‌باشد، زیرا بیشتر در شناگران که گوششان مرطوب است دیده می‌شود؛ ولی شرایط دیگری مثل حمام کردن، دوش گرفتن نیز می‌تواند باعث ایجاد این عفونت شود. پس از ورود آب در کانال بیرونی گوش، باکتری‌هایی که به‌طور نرمال در گوش ساکن می‌باشند، تکثیر شده و باعث ایجاد عفونت و التهاب و تحریک مجرای گوش می‌شوند. اگر عفونت پیشرفت کند می‌تواند علاوه بر کانال گوش، قسمت بیرونی گوش را نیز درگیر کند.

### گوش میانی
معمولاً بیماری به واسطه وجود علایمی مانند فشار منفی در گوش میانی و مایع در گوش شناسایی می‌شود و علامت یا نشانه سیستماتیک دیگری مبنی بر عفونت وجود ندارد. کم شنوایی انتقالی در حد ملایم تا متوسط ایجاد می‌شود و اگر در مراحل ابتدایی، عفونت درمان نشود، می‌تواند به شکل مشکلی شدید و پیچیده بروز کند.